# Habenaria magniscutata
Habenaria magniscutata är en orkidéart som beskrevs av Paul Miles Catling. Habenaria magniscutata ingår i släktet Habenaria och familjen orkidéer. Inga underarter finns listade i Catalogue of Life.